# White spirit

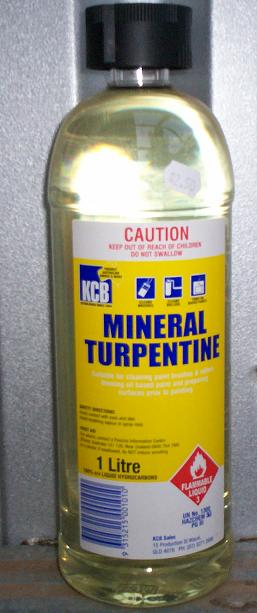
Ampolla d'aiguarràs mineral

El white spirit, sovint comercialitzat amb les denominacions aiguarràs mineral, dissolvent mineral, substitut d'aiguarràs o símil d'aiguarràs, és un líquid clar i transparent que consisteix principalment en una mescla d'hidrocarburs saturats des de C7 a C12 alifàtics i alicíclics i amb un contingut màxim d'un 25% d'hidrocarburs aromàtics d'alquil des de C7 fins a C12. Obtingut a partir de la parafina, és emprat com un dissolvent orgànic comú en pintura i decoració.

## Història
El producte es va crear el 1924 quan W.J. Stoddard, un tintorer d'Atlanta (Estats Units), va col·laborar amb Lloyd E. Jackson del Mellon Research Institute per trobar una alternativa menys volàtil i inflamable que la gasolina emprada fins aleshores en els sistemes de neteja en sec. Va ser gràcies a diverses investigacions que van aconseguir crear el Símil d'aiguarràs.
Els tintorers americans el començaren a utilitzar el 1928 i fou el dissolvent de neteja en sec predominant als Estats Units des de la fi dels anys vint fins a les acaballes dels anys cinquanta.

## Usos

### Industrials
Industrialment és el dissolvent més àmpliament utilitzat en la fabricació de pintures, on ha desplaçat a l'aiguarràs. En el cas de l'Europa occidental aproximadament un 60% del consum total de white spirit s'utilitza en la manufactura de pintures, laques i vernissos. També és utilitzat per a desengreixar eines i maquinària.

### Domèstic
Com a ús domèstic, el white spirit s'utilitza generalment per a netejar els pinzells després de decorar. Les seves propietats permeten netejar pròpiament els pinzells (impedint a la pintura endurir-se i arruïnar els pèls), permetent-los així ser reutilitzats.

## Classificació del White Spirit
Existeixen tres tipus i tres graus diferents de white spirit. El tipus es refereix a:
- Tipus 0- Fracció de destil·lació sense cap més tractament, formada predominantment per hidrocarburs saturats de C9 a C12 amb un interval d'ebullició que va de 140 a 200 °C
- Tipus 1- El dissolvent s'ha sotmès únicament a un procés d'hidrodesulfurització (supressió de sofre). El més conegut als Estats Units és el Dissolvent Stoddard, en honor del seu creador.
- Tipus 2- S'ha realitzat una extracció amb solvent
- Tipus 3- El dissolvent s'ha sotmès a un procés d'hidrogenació.

Cada tipus comprèn tres graus diferents: grau d'inflamabilitat baix, grau inflamabilitat normal, i grau d'inflamabilitat alt. El grau està determinat pel cru utilitzat com a matèria primera i les condicions de destil·lació.

## Propietats
| Propietats                                   | T1: Temp. inflamablitat baixa     | T2: Temp. inflamabilitat normal   | T3: Temp. inflamabilitat alta     |
| -------------------------------------------- | --------------------------------- | --------------------------------- | --------------------------------- |
| CAS                                          | 64742-82-1                        | 64741-92-0                        | 64742-48-9                        |
| Punt d'ebullició inicial(IBP) (°C)           | 130-144                           | 145-174                           | 175-200                           |
| Punt d'ebullició final (°C)                  | IBP+21, max. 220                  | IBP+21, max. 220                  | IBP+21, max. 220                  |
| Massa molar mitjana                          | 140                               | 150                               | 160                               |
| Gravetat específica (15 °C)                  | 0,765                             | 0,780                             | 0.795                             |
| Punt d'inflamabilitat (°C)                   | 21-30                             | 31-54                             | > 55                              |
| Pressió de vapor (kPa, 20 °C)                | 1,4                               | 0,6                               | 0,1                               |
| Volatilitat (acetat de n-butil =1)           | 0,47                              | 0,15                              | 0,04                              |
| Temperatura d'autoignició(°C)                | 240                               | 240                               | 230                               |
| Interval inflamabilitat (% de volum en aire) | 0,6 - 6,5                         | 0,6 - 6,5                         | 0,6 - 8                           |
| Densitat vapor (air=1)                       | 4,5-5                             | 4,5-5                             | 4,5-5                             |
| Índex de refracció (at 20 °C)                | 1,41-1,44                         | 1,41-1,44                         | 1,41-1,44                         |
| Viscositat (cps, 25 °C)                      | 0,74-1,65                         | 0,74-1,65                         | 0,74-1,65                         |
| Solubilitat (% de pes en aigua)              | < 0,1                             | < 0,1                             | < 0,1                             |
| Valor de Kauri-butanol                       | 29-33                             | 29-33                             | 29-33                             |
| Punt d'anilina (°C)                          | 60-75                             | 60-75                             | 60-75                             |
| Reactivitat química                          | reacció amb agents oxidants forts | reacció amb agents oxidants forts | reacció amb agents oxidants forts |
| Llindar d'olor (mg/m³)                       | -                                 | 0,5-5                             | 4                                 |